# Bains de Dolé
Les Bains de Dolé sont une source thermale de Guadeloupe qui constituent les seuls vestiges du passé thermal de la commune de Gourbeyre en activité de 1920 à 1960. Ils sont situés au lieu-dit Le Soldat dans la localité de Dolé en venant par la route menant à Trois-Rivières.

## Description
Les Bains de Dolé font partie du cours dérivé de la Rivière Grande Anse, l'une des trois rivières donnant son nom à Trois-Rivières. Le bassin principal, peu étendu et d'une profondeur inférieure à un mètre, est alimenté par des sources chaudes (à 30 °C), captées sur les flancs de La Soufrière. Une cascade d'eau chaude longe le bassin à l'ouest. Ces bains auraient des vertus dermatologiques et anti-rhumatismales.
Plus haut sur la route en contrebas à gauche, se trouve le bassin dit du « bain des amoureux » en raison de sa forme de cœur.

## Eau minérale Capès-Dolé
Une usine d'embouteillage d'eau de source est implantée à Dolé.